# Håvard Haukenes
Håvard Haukenes (né le 22 avril 1990 à Bergen) est un athlète norvégien, spécialiste de la marche athlétique.

## Carrière
Disqualifié sur 50 km marche aux championnats du monde de Moscou en 2013 et sur 20 km marche aux championnats d'Europe de Zurich en 2014, il réussit à se classer 24ème sur le 50 km des championnats du monde de Pékin en 2015, le 50 km devenant ainsi peu à peu sa distance de prédilection.
Aux Jeux Olympiques de Rio le 19 août 2016, il obtient une place de finaliste olympique sur 50 km en terminant 7ème en 3 h 46 min 33 s, juste devant le Français Yohann Diniz. L'année suivante, il se présente aux Mondiaux de Londres en tant que meilleur performeur mondial de l'année sur 50 km avec un temps de 3 h 43 min 40 s, mais est disqualifié lors de la course. 
En 2018, il termine 4e du 50 km marche lors des Championnats d'Europe d'athlétisme à Berlin en 3 h 48 min 35 s, à seulement 36 secondes du Bélarusse Dzmitry Dziubin médaillé de bronze . Aux championnats du monde de Doha le 28 septembre 2019, il est à nouveau disqualifié après avoir reçu quatre cartons rouges.

## Palmarès
| Date | Compétition           | Lieu           | Résultat | Épreuve | Temps           |
| ---- | --------------------- | -------------- | -------- | ------- | --------------- |
| 2013 | Championnats du monde | Moscou         | —        | 50 km   | DQ              |
| 2014 | Championnats d'Europe | Zurich         | —        | 20 km   | DQ              |
| 2015 | Championnats du monde | Pékin          | 24e      | 50 km   | 3 h 56 min 50 s |
| 2016 | Jeux olympiques       | Rio de Janeiro | 7e       | 50 km   | 3 h 46 min 33 s |
| 2017 | Championnats du monde | Londres        | —        | 50 km   | DQ              |
| 2018 | Championnats d'Europe | Berlin         | 4e       | 50 km   | 3 h 48 min 35 s |
| 2019 | Championnats du monde | Doha           | —        | 50 km   | DQ              |
| 2021 | Jeux Olympiques       | Tokyo          | —        | 50 km   | DNF             |

## Records
| Épreuve      | Performance     | Lieu    | Date         |
| ------------ | --------------- | ------- | ------------ |
| 20 km marche | 1 h 23 min 15 s | Rome    | 7 mai 2016   |
| 50 km marche | 3 h 42 min 50 s | Dudince | 23 mars 2019 |